# Incompatibili ma indivisibili
Incompatibili ma indivisibili è un album di Orietta Berti, pubblicato nel 1999 dalla Sony Music.

## Tracce
1. Incompatibili ma indivisibili – 4:45 (F. Salvatore, G. Bigazzi)
2. Non ci sarò – 3:50 (testo: Giorgio Calabrese – musica: Elio Isola)
3. Eppure ti amo – 3:12 (Conti, Pace, Panzeri)
4. Grande, grande, grande – 3:02 (testo: Alberto Testa – musica: Tony Renis)
5. Se mi innamoro di un ragazzo come te – 2:24 (Pace, Panzeri, Savio)
6. Franchezza (Franqueza) – 4:05 (Brean, G. Calabrese, Gullhermo)
7. Occhi rossi – 2:36 (Conti, Pace, Pilat, Panzeri)
8. Il nostro concerto – 6:00 (testo: Giorgio Calabrese – musica: Umberto Bindi)
9. Una bambola blu – 2:32 (Pace, Pilat, Panzeri)
10. È triste ma è così (Triste deception) – 2:34 (C. Lopez, G. Calabrese, Raul Vincente)
11. Quando la prima stella – 3:23 (Colonnello, Pallavicini)
12. La nostalgia – 2:51 (Mancino, Savino)
13. Triste deception – 2:34 (C. Lopez, Raul Vincente)
14. Franqueza – 4:05 (Brean, Gullermo)